# Мікушовце (округ Ілава)
Мікушовце (словац. Mikušovce) — село, громада в окрузі Ілава, Тренчинський край, Словаччина. Площа села 8,5 км². Станом на 31 грудня 2015 року в селі проживало 1033 жителів.

## Історія
Перші згадки про село датуються 1259 роком.

## Населення
| Рік:            | 1994. | 2004.   | 2014.   | 2024.   |
| --------------- | ----- | ------- | ------- | ------- |
| Кількість осіб: | 1014  | 1019    | 1028    | 1044    |
| Різниця:        |       | +0,49 % | +0,88 % | +1,55 % |

| Рік:            | 2023. | 2024.   |
| --------------- | ----- | ------- |
| Кількість осіб: | 1050  | 1044    |
| Різниця:        |       | -0,57 % |